# Бълхи
Бълхите (Siphonaptera) са разред безкрили кръвосмучещи насекоми, живеещи по телата на бозайници и птици. Достигат на дължина до 1,5 – 3,3 mm и са обикновено в тъмни цветове (например, червеникаво-кафяв цвят, на котешката бълха). Краката им са дълги, като задния чифт е приспособен за скокове: бълхата може да скочи вертикално до 18 cm и хоризонтално до 33 cm. Телата им са странично сплескани, позволяващи лесно движение през космите и перата по тялото на гостоприемника. Придвижването им е улеснено и от твърдото им покритие с много косми и къси шипове, насочени назад. Здравото им тяло е в състояние да издържи на силен натиск, вероятно адаптация за оцеляване, придобита при опитите да бъдат отстранени от гостоприемника чрез смачкване или драскане.

## Класификация
Съществуват повече от 2380 вида бълхи. Някои от най-известните са: котешката (Ctenocephalides felis), кучешката (Ctenocephalides canis) и човешката бълха (Pulex irritans). Разредът включва повече от 200 рода, групирани в 15 семейства.
Разред Бълхи
- Инфраразред Pulicomorpha Mann, 1924
  - Надсемейство Pulicoidea Billberg, 1820
    - Семейство Hectopsyllidae (Tungidae) Baker, 1904
    - Семейство Pulicidae Billberg, 1820

  - Надсемейство Malacopsylloidea Baker, 1905
    - Семейство Malacopsyllidae Baker, 1905
    - Семейство Rhopalopsyllidae Oudemans, 1909
    - Семейство Vermipsyllidae Wagner, 1889

  - Надсемейство Coptopsylloidea Wagner, 1928
    - Семейство Coptopsyllidae Wagner, 1928

  - Надсемейство Ancistropsylloidea Toumanoff et Fuller, 1947
    - Семейство Ancistropsyllidae Toumanoff et Fuller, 1947
- Инфраразред Pygiopsyllomorpha  Medvedev, 1998
  - Надсемейство Pygiopsylloidea
    - Семейство Lycopsyllidae Baker, 1905
    - Семейство Pygiopsyllidae Wagner, 1939
    - Семейство Stivaliidae Mardon, 1978
- Инфраразред Hystrichopsyllomorpha Medvedev, 1998 
  - Надсемейство Hystrichopsylloidea Tiraboschi, 1904
    - Семейство Hystrichopsyllidae Tiraboschi, 1904
    - Семейство Chimaeropsyllidae Ewing et I. Fox, 1943

  - Надсемейство Macropsylloidea Oudemans, 1909
    - Семейство Macropsyllidae Oudemans, 1909

  - Надсемейство Stephanocircidoidea Wagner, 1928
    - Семейство Stephanocircidae Wagner, 1928
- Инфраразред Ceratophyllomorpha Medvedev, 1998
  - Надсемейство Ceratophylloidea Dampf, 1908
    - Семейство Ischnopsyllidae (Ceratopsyllidae) Wahlgren, 1907
    - Семейство Leptopsyllidae Rothschild et Jordan, 1915
    - Семейство Xiphiopsyllidae Wagner, 1939